# Klaus-Jürgen Grünke
Klaus-Jürgen Grünke (Bad Lauchstädt, Saxònia-Anhalt, 30 de març de 1951) va ser un ciclista alemany de l'est, que va destacar en el ciclisme en pista. Va destacar especialment de la disciplina del quilòmetre on va guanyar la medalla d'or als Jocs Olímpics de Mont-real i un Campionats del món.

## Palmarès
- 1970
  - Campió de la RDA en Quilòmetre contrarellotge
- 1971
  - Campió de la RDA en Quilòmetre contrarellotge
  - Campió de la RDA en Persecució per equips
- 1972
  - Campió de la RDA en Tàndem (amb Peter Eichstädt)
- 1973
  - Campió de la RDA en Tàndem (amb Peter Eichstädt)
- 1974
  - Campió de la RDA en Quilòmetre contrarellotge
  - Campió de la RDA en Persecució per equips
- 1977
  -  Campió del món en Quilòmetre contrarellotge
- 1976
  -  Medalla d'or als Jocs Olímpics de Mont-real en Quilòmetre contrarellotge